# Budget du gouvernement du Québec de 1990
Lire en ligne

Discours sur le budget

Crédits

1989 1991
Le budget du gouvernement du Québec de 1990 s'appliquant à l'année fiscale 1990-91 est présenté par Gérard D. Levesque le 26 avril 1990 à l'Assemblée nationale. C'est le cinquième exposé budgétaire de Gérard D. Levesque et le 1er budget de la 34e législature, suivant de quelques mois les élections générales de 1989.

## Principales mesures

### Impôt sur le revenu
Le budget indexe les barèmes de l'impôt sur le revenu, des principaux crédits d'impôts, des allocations familiales et des programmes APTE et APPORT de 4,8 % au 1er janvier 1991.
Le montant maximal du remboursement d'impôts fonciers est haussé de 100 $ dès 1990 pour refléter la hausse des impôts fonciers destinés aux commissions scolaires approuvé le mois précédent par le gouvernement,.
L'allocation de naissance pour un troisième enfant (et chacun des suivants) passe de 4 500 à 6 000 $ et l'allocation de maternité de 240 à 360 $.
Lors du budget précédent le gouvernement avait permis de sortir en franchise d'impôts des fonds accumulées dans un régime enregistré d'épargne-logement pour acheter des meubles neufs jusqu'au 31 décembre 1989. Le budget prolonge la mesure d'un autre année.

### Impôt sur les sociétés

#### Hausse des impôts
Le budget hausse la surtaxe sur les entreprises qui passe de 12 à 15 %, ainsi:
- La cotisation au Fonds des services de santé passe de 3,36 à 3,45 % des salaires versés[8];
- Le taux général de la taxe sur le capital passe de 0,50 à 0,52 % ;
- Le taux général de l'impôt sur les sociétés passe de 6,16 à 6,33 %.

#### CIRF
Le budget instaure un nouvel incitatif à la formation appelé crédit d'impôt remboursable à la formation (CIRF) qui couvre certaines dépenses de formation des employés (coût d'achat d'un plan de développement des ressources humaines, frais de formation et salaire pendant les activités de formation sur les heures habituelles).
Le taux est modulé en fonction de la taille de l'entreprise, les PME ayant droit à un taux plus élevé (30 %) que les grandes entreprises (20 %). Pour les mêmes catégories une majoration du taux s'élevant respectivement à 20 et 10 % s'applique aux trois premières années,.

### Autres taxes
Le budget annonce un relèvement de plusieurs autres taxes:
- L'impôt sur le tabac est relevé d'0,01 $ par cigarette à effet immédiat et à nouveau 0,005 $ le 1er janvier 1991 ;
  - Le taux d'allocation des recettes aux fonds spécial olympique est ajusté pour tenir compte de la hausse ;
- Les taxes sur les autres produits du tabac sont également haussées ;
- Une taxe additionnelle[note 2] sur les boissons alcooliques est instaurée.

### Dépenses
Le budget annonce une accélération des investissements publics et 1,7 milliard supplémentaires pour le réseau routier.
Des crédits de 45 millions sont ouverts à la Société de développement industriel (SDI) pour aider les entreprises en difficultés et favoriser les regroupements d'entreprises.

## Réactions

### Presse
Claude Picher de La Presse estime que le budget a « à peu près aucune conséquence sur notre portefeuille » et fait le bilan des mesures annoncées. Gilles Lesage du Devoir parle d'un budget « timide [...] sans éclat mais astucieux », marqué du sceau de la prudence. Il critique cependant la décision du gouvernement d'appliquer sa taxe de vente sur le prix incluant la taxe sur les produits et services qui doit entrer en vigueur le 1er janvier 1991.

### Autres groupes
Les milieux d'affaires approuvent vivement le budget, qualifié de « bon budget » pour le président du Conseil du patronat du Québec Ghislain Dufour. Les mesures relatives à la formation et les crédits pour le soutien aux entreprises et à l'industrie sont plébiscitées.
Il est par contre reçu timidement par les centrales syndicales, certaines mesures étant bien reçues (notamment les aides à la formation) mais le budget est finalement souvent jugé timide ou décevant dans son ensemble.
Le milieu municipal est très critique du budget, le président du conseil exécutif de la Ville de Montréal déclarant même que le gouvernement agi « comme si Montréal n'existait pas ». Le président de la STCUM déclare craindre que la volonté du gouvernement de se désengager du financement du transport en commun ne mette en péril le réseau et que la STCUM soit forcée de doubler ses tarifs.

## Parcours législatif

### Débat et motion
La lecture du discours sur le budget ouvre un débat à l'Assemblée nationale qui s'achève le 26 avril 1990 avec le dépôt d'une motion approuvant la politique budgétaire du gouvernement. La motion est largement approuvée par vote le 15 mai 1990 selon les lignes de parti.
| Parti | Parti           | Pour | Contre | Abstention | Absent |
| ----- | --------------- | ---- | ------ | ---------- | ------ |
|       | Parti libéral   | 71   | 0      | 0          | 21     |
|       | Parti québécois | 0    | 23     | 0          | 6      |
|       | Parti Égalité   | 0    | 4      | 0          | 0      |
| Total | Total           | 71   | 27     | 0          | 27     |

### Projet de loi 114
Le budget est principalement mis en œuvre par le projet de loi 118 déposé par le ministre du Revenu Raymond Savoie le 20 décembre 1990. La loi est adoptée sur division par l'Assemblée nationale le 16 mai 1991 et sanctionnée 5 jours plus tard,.

## Exécution
Le budget est médiocrement exécuté : les recettes sont plus faibles que prévu (à l'exception des transferts fédéraux) et les dépenses plus élevées. Le discours sur le budget fixait l'objectif de dépenses à 35,35 milliards pour l'année 1990-91 et des crédits initiaux de 35,88 milliards.
Au total le déficit atteint 2,8 milliards, soit 1,075 milliard (+ 61 %) de plus que prévu au budget.
|                       |                        |                      |           |  |
| Indicateur            | 26 avril 1990 Discours | Résultats définitifs | Variation |  |
|                       |                        |                      |           |  |
| Revenus autonomes     | 26 855                 | 26 009               | 846       |  |
| Transferts fédéraux   | 6 746                  | 7 014                | 268       |  |
| Revenus totaux        | 33 601                 | 33 024               | 577       |  |
|                       |                        |                      |           |  |
| Dépenses de programme | 35 351                 | 31 404               | 498       |  |
| Service de la dette   | 35 351                 | 4 445                | 498       |  |
| Dépenses              | 35 351                 | 35 849               | 498       |  |
|                       |                        |                      |           |  |
| Déficit               | 1 750                  | 2 825                | 1 075     |  |
|                       |                        |                      |           |  |

Au cours de l'année fiscale le gouvernement fait voter 598,5 millions de crédits supplémentaires à travers une loi de crédits supplémentaires en décembre 1990 et 3 mandats spéciaux pour financer :
- La hausse des coûts du programme d'aide sociale du fait de la hausse du nombre de bénéficiaires causée par la mauvaise conjoncture économique ;
- Une augmentation du coût de la dette causée par la hausse des taux d'intérêts ;
- Les indemnités et des coûts imprévus à la Sûreté du Québec et à la Sécurité civile du fait de la crise d'Oka ;
- Des dépenses accrues dans le secteur de la santé.

En contrepartie 44,6 millions de crédits sont périmés ce qui ramène le dépassement de crédits à 529 millions.